# Viola Simoncioni
Viola Simoncioni (Milano, 6 maggio 1976) è un'attrice e cantante italiana, attiva negli anni ottanta e novanta.

## Biografia
Introdotta nel mondo dello spettacolo dalla madre, l'attrice Lida Bonini, dopo la partecipazione al film di Giuseppe Bertolucci Oggetti smarriti approdò in televisione alla quarta edizione di Fantastico nel 1983 e al Festival di Sanremo 1984  come "mini"-valletta insieme a Isabella Rocchietta accanto al presentatore Pippo Baudo.
Nello stesso periodo, sotto lo pseudonimo di Viola, incise due canzoni, una per la Polydor Records (Uffa, uffa Richicò nel 1983) e una per la Baby Records (A.b.c.d... E.T. nel 1984, che fu destinata alla compilation Bimbomix). Invece la canzone So follow a key non è stata incisa su disco.
Abbandonata la musica, si dedicò alla recitazione e alla danza; nel 1988 fu la protagonista dello spot per le calzature francesi Kickers. Nello stesso periodo prese parte al film Il mistero del panino assassino (1987) di Giancarlo Soldi.

Viola Simoncioni nel film Il gioko (1989)

Nel 1989 recitò nel film horror di Lamberto Bava Il gioko e accanto a Dario Fo e Paolo Rossi nella commedia grottesca Musica per vecchi animali di Stefano Benni nel ruolo di Lupetta.
Abbandonata anche la carriera cinematografica svolge la professione di architetto e designer.

## Filmografia

### Cinema
- Oggetti smarriti, regia di Giuseppe Bertolucci (1980)
- Il mistero del panino assassino, regia di Giancarlo Soldi (1987)
- Musica per vecchi animali, regia di Stefano Benni (1989)
- Una notte che piove, regia di Gianfranco Bullo (1994)
- Club vacanze, regia di Alfonso Brescia (1995)
- Con rabbia e con amore, regia di Alfredo Angeli (1997)

### Televisione
- Uomo contro uomo, regia di Sergio Sollima – miniserie TV (1987)
- I promessi sposi, regia di Salvatore Nocita – miniserie TV, 3 puntate (1989)
- Il gioko, regia di Lamberto Bava – film TV (1989)
- Il vigile urbano – serie TV, episodio 1x11 (TV), 1x10 (DVD) (1990)
- Il commissario Corso – serie TV, episodi 1x12, 1x13 (1991)

## Teatro
- Intermezzo, di Jean Giraudoux, regia di Carlo Battistoni. Piccolo Teatro di Milano (1987)
- Chi dice sì, chi dice no, di Bertolt Brecht, regia di Lamberto Puggelli. Piccolo Teatro di Milano (1988)

## Programmi televisivi
- Fantastico 4 (1984)
- Festival di Sanremo (1984)

## Discografia

### Singoli
- 1983 – Uffa, uffa Richicò, come Viola, arrangiamenti di Davide Romani dei Change e Fio Zanotti (Polydor Records 817 376-7)

### Compilation
- 1984 – a.b.c.d... E.T. per la compilation Bimbomix (Baby Records CGD BR 56064)